# Michel Vergoz
Pour les articles homonymes, voir Vergoz.
Michel Vergoz, né le 10 janvier 1950 à Saint-Denis (La Réunion), est un homme politique français.
Membre du Parti socialiste (PS) puis de Renaissance (anciennement La République en marche), il est maire de Sainte-Rose de 1989 à 2001 et depuis 2015, et sénateur de La Réunion de 2011 à 2017.

## Biographie
Pharmacien de profession, également animateur de radio et fondateur en 1983 de Radio Est Réunion (RER), il est élu maire de Sainte-Rose en 1989 (réélu en 1995) et conseiller général de La Réunion pour le canton de Sainte-Rose en 1994. Il perd ces deux mandats en 2001, battu aux élections municipales et aux élections cantonales par Bruno Mamindy-Pajany (divers droite).
Conseiller régional à partir de 1998, il conduit la liste du PS aux élections régionales de 2010 à La Réunion, qui obtient 13 % des voix au premier tour et 19 % au second, alors qu’il avait refusé l’alliance avec la liste du président sortant Paul Vergès (PCR) entre les deux tours. Il est réélu au conseil régional de La Réunion.
Tête de liste du PS aux élections sénatoriales de 2011 à La Réunion, il est élu sénateur le 25 septembre. Il renonce à son siège de conseiller régional le 26 octobre suivant en application de la loi sur le cumul des mandats.
En 2013, il fonde avec d'autres élus socialistes de La Réunion, dont Patrick Lebreton, le Mouvement Le Progrès.
Le 5 juillet 2015, il retrouve ses fonctions de maire de Sainte-Rose à la suite d’élections municipales partielles — lors desquelles sa liste a obtenu 51,7 % des suffrages — consécutives à l’annulation par le Conseil d’État du scrutin de 2014.
Il soutient Manuel Valls pour la primaire citoyenne de 2017 puis Emmanuel Macron pour l’élection présidentielle. Entre les deux tours de l’élection, qui oppose Emmanuel Macron et Marine Le Pen, il se fait remarquer en découpant son passeport pour dénoncer la montée de l’extrême droite en France. Peu après, il rejoint le groupe La République en marche (LREM) au Sénat. Il ne se représente pas aux élections sénatoriales de 2017.
Michel Vergoz est candidat à sa succession aux élections municipales de 2020 à Sainte-Rose. Sa liste arrive en tête du premier tour, mais est talonnée par celle de Bruno Mamindy-Pajany (39,2 % contre 37,2 %). Au second tour, le 28 juin 2020, il l'emporte à la majorité relative avec 48,0 % des suffrages exprimés, puis est réélu maire le 4 juillet suivant.
Il est ensuite élu à la surprise générale président du Syndicat mixte de traitement des déchets du Nord et de l’Est de La Réunion, pour la CIREST, l’emportant sur le candidat de la CINOR (qui dispose d’une majorité de sièges au sein de l’instance et qui dirigeait le syndicat mixte jusqu’alors), les voix des élus de Sainte-Marie et de la région faisant la différence.
Il fait son retour au conseil régional de La Réunion à la suite du scrutin de 2021, élu sur la liste de Didier Robert.
Fin 2022, il lance un nouveau parti politique, le « Mouvement politique Trait d’union » (MPTU), qui devient en mars 2023 la branche locale du parti Renaissance. Sous cette étiquette, il se porte candidat aux élections sénatoriales de 2023 à La Réunion mais ne parvient pas à se faire réélire sénateur lors de ce scrutin.